# Rubber Johnny
Rubber Johnny è un cortometraggio sperimentale realizzato da Chris mr. Cunningham nel 2005, con la colonna sonora di Aphex Twin. Il titolo è tratto dallo slang britannico e sta per profilattico ma descrive anche il personaggio principale. Il DVD è dotato di un libro contenente foto del film, disegni concettuali, fotografie e altro ancora.

## Trama
Il corto parla di Rubber Johnny, una creatura umanoide deforme con una grossa testa sulla sedia a rotelle che vive in una cantina insieme al suo chihuahua anch'esso deforme.